# MFA Development
MFA Development (celým názvem: Macau Football Association Development; čínsky znaky tradiční 澳門發展隊) je čínský fotbalový klub, který sídlí ve zvláštní správní oblasti Čínské lidové republiky Macao. Jedná se o juniorský projekt macajské fotbalové federace. Založen byl v roce 2005. Klubové barvy jsou oranžová a černá. Od sezóny 2018 působí v macajské druhé nejvyšší fotbalové soutěži.
Své domácí zápasy odehrává na Estádio Campo Desportivo s kapacitou 16 272 diváků.

## Historické názvy
Zdroj: 
- 2005 – MFA Development (Macau Football Association Development)

## Umístění v jednotlivých sezonách
Stručný přehled
Zdroj: 
- 2006–2010: Campeonato da 1ª Divisão
- 2011–2015: Liga de Elite
- 2016: Campeonato da 2ª Divisão
- 2017: Liga de Elite
- 2018– : Campeonato da 2ª Divisão

Jednotlivé ročníky
Zdroj: 
Legenda: Z – zápasy, V – výhry, R – remízy, P – porážky, VG – vstřelené góly, OG – obdržené góly, +/- – rozdíl skóre, B – body, červené podbarvení – sestup, zelené podbarvení – postup, fialové podbarvení – reorganizace, změna skupiny či soutěže
| Macao (2006 – ) |                          |        |    |    |   |    |    |    |     |    |        |
| Sezóny          | Liga                     | Úroveň | Z  | V  | R | P  | VG | OG | +/- | B  | Pozice |
| 2006            | Campeonato da 1ª Divisão | 1      | 18 | 2  | 2 | 14 | 23 | 51 | -28 | 8  | 10.    |
| 2007            | Campeonato da 1ª Divisão | 1      | 18 | 7  | 0 | 11 | 31 | 35 | -4  | 21 | 7.     |
| 2008            | Campeonato da 1ª Divisão | 1      | 14 | 4  | 1 | 9  | 20 | 35 | -15 | 13 | 7.     |
| 2009            | Campeonato da 1ª Divisão | 1      | 14 | 7  | 3 | 4  | 20 | 18 | +2  | 24 | 3.     |
| 2010            | Campeonato da 1ª Divisão | 1      | 9  | 3  | 1 | 5  | 21 | 17 | +4  | 10 | 6.     |
| 2011            | Liga de Elite            | 1      | 18 | 10 | 6 | 2  | 34 | 16 | +18 | 36 | 3.     |
| 2012            | Liga de Elite            | 1      | 18 | 4  | 3 | 11 | 25 | 40 | -15 | 15 | 9.     |
| 2013            | Liga de Elite            | 1      | 18 | 0  | 0 | 18 | 8  | 68 | -60 | 0  | 10.    |
| 2014            | Liga de Elite            | 1      | 16 | 3  | 0 | 13 | 10 | 63 | -53 | 9  | 8.     |
| 2015            | Liga de Elite            | 1      | 18 | 0  | 1 | 17 | 8  | 58 | -50 | 1  | 10.    |
| 2016            | Campeonato da 2ª Divisão | 2      | 18 | 15 | 2 | 1  | 50 | 14 | +36 | 47 | 1.     |
| 2017            | Liga de Elite            | 1      | 18 | 2  | 3 | 13 | 19 | 60 | -41 | 9  | 10.    |
| 2018            | Campeonato da 2ª Divisão | 2      | 18 |    |   |    |    |    |     |    |        |